# Eberhard VI. von Nellenburg

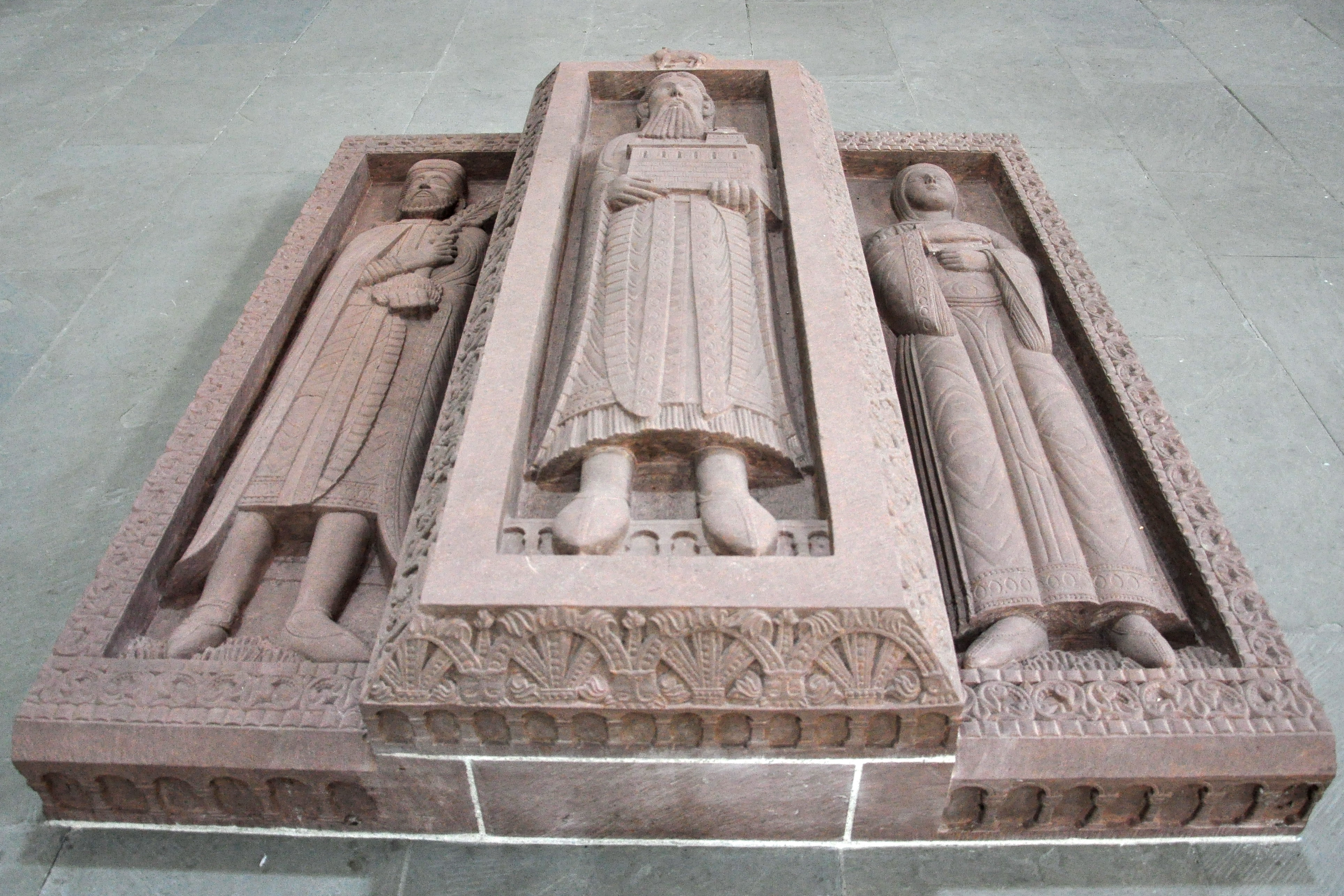
Rekonstruktion der Grablege der Nellenburger im Kloster Allerheiligen: In der Mitte Graf Eberhard als Gründer und Stifter des Klosters mit dem Kirchenmodell im Arm, rechts seine Gemahlin, Gräfin Ita († nach 1105), links ihr Sohn Burkhard († 1101/02) mit Bäumchen oder Halm mit Wurzelballen (festuca) in den Händen, welches die Schenkung symbolisiert

Eberhard VI. von Nellenburg (* um 1015; † 26. März 1078/79 / 1. März 1080) war in Nachfolge seines Vaters Eppo († 1034) erstmals urkundlich erwähnt 1036/37 Graf im Zürichgau und 1046/47 Teilnehmer des ersten Italienzuges von König Heinrich III., der im Dezember 1047 in Rom zum Kaiser gekrönt wurde.
Noch vor 1050 ließ er die Nellenburg als neuen Stammsitz der Familie erbauen und wurde als Eberhard I., Graf von Nellenburg namhaft. Mit der Stiftung des Klosters Klosters Allerheiligen in Schaffhausen ging er als Gründer mit dem Schaffhauser Stifterbuch in die Überlieferung ein.

## Frühe Jahre und Erster Italienzug
Eberhard war einer der jüngeren Söhne des Grafen Eberhard V. (Eppo), der heute als Eberhardinger gilt, und der Haduwig (Hedwig) (* um 990, † nach 1044), gebürtig aus dem Geschlecht der Grafen von Egisheim.
Nach dem Schaffhauser Stifterbuch „(kamen) schon in früher Jugend […] all seine Tugenden zum Vorschein.“ Nach dem Tod des Vaters und dem Rückzug seiner Mutter in ein Kloster wählte er „für sich und alle seine Ritter einen Priester names Liutpaldus“ zum Erzieher und als er „in das Alter gekommen war, wo er zu anderen Herren reiten sollte, kamen seine Verwandten und verheirateten ihn mit Ita, die aus dem höchsten Grafengeschlecht in deutschen Landen stammte.“
Eberhard heiratete um 1030/1035 Ita, vermutlich aus dem Geschlecht der Grafen von Kirchberg. Das Kloster Reichenau förderte er mit Stiftungen für die auf der Reichenau beerdigten Angehörigen. Während der Amtszeit des Abtes Berno wurde um 1040 die als Grablege für Angehörige des Grafengeschlechtes gedachte Laurentiuskapelle erbaut. Auf dem Feldberg unweit Sponheim gründete er 1044, unterstützt durch seine verwitwete Mutter, das Kloster Sponheim auf deren Eigengut. Für sie selbst gründeten sie 1040 das Kloster Schwabenheim im heutigen Pfaffen-Schwabenheim, wohin Haduwig sich zurückzog und wo sie ihr Leben beschloss.

### Politische Wirkungsmacht
„Am 10. Juli 1045 verlieh Kaiser Heinrich III. dem Grafen Eberhard von Nellenburg das Münzrecht in dessen Villa Scâfhusun.“ 1046/47 folgte Eberhard Heinrich III. auf dessen erstem Italienzug. „Dem König gelang es dabei, die verworrenen Situation des Papsttums zu ordnen“, das vom römischen Adel dominiert worden war, und auch die Käuflichkeit des Amtes zu beseitigen. Der dabei neu eingesetzte Papst Clemens II. krönte Heinrich noch im Dezember 1046 zum Kaiser. Eberhard war von diesen Erlebnissen „zur Zeit der Klostergründung […] zweifellos beeindruckt.“
Heinrich förderte jedoch weiterhin die weltliche Aktivität seines Günstlings, der auch die Grafschaft Chiavenna bei Como überschrieben bekam.
Hintergrund
„Die Konsolidierung der staatlichen Ordnung um die Jahrtausendwende bewirkte, daß die Handelswege an Bedeutung gewannen.“ Die Erneuerung bewirkte dann einen umfassenden und raschen gesellschaftlichen Fortschritt – insbesondere in wirtschaftlicher Hinsicht und Schaffhausen wurde zu einem Zentrum, da der damals immens wichtige Wasserweg durch den Rheinfall unterbrochen war und die Warentransporte umgeladen und auch gestapelt werden mussten. Dass sich in der Nähe ein Markt entwickelte […] war naheliegend. Eberhard hatte in Villa Scafhusin 1045 das Münzrecht erhalten und baute mittels des selbst prägbaren Kapitals die neue Stammburg „vor 1050“ als Zentrum seiner schon weit umliegenden Besitzungen und – nachdem das Kloster Reichenau sein Ansinnen auf „kulturelle Unterstützung“ abwies – gründete und finanzierte er sein eigenes Kloster Allerheiligen in Schaffhausen.

## Gründung des Klosters Allerheiligen
Die Stiftung wurde am 22. November 1049 in persönlicher Anwesenheit von Papst Leo IX. vollzogen. Dieser, „ein Verwandter mütterlicherseits“, weihte „einen Altar zur Auferstehung Christi, die sogenannte Urständs- oder Erhardskapelle und damit wohl auch den zukünftigen Bauplatz des Klosters.“

„Es ist anzunehmen, daß das Kloster, der Ideenwelt dieses Papstes entsprechend, ein eigenes Rechtssubjekt, dem Schutz des Papstes unterstellt, bildete, die Rechte der Stifterfamilie sich also auf die Vogtei und die Bestellung des Abtes beschränkten.“

Bereits 1050 war das Kloster im Bau. Der Grundriss kann aufgrund von Ausgrabungen „einigermaßen rekonstruiert werden.“ Die Bauleitung hatte Liutpaldus, einstiger Erzieher des Grafen inne. Das Münster des Klosters wurde 1064 von Bischof Rumold von Konstanz geweiht und von Papst Alexander II. unter den Schutz des römischen Stuhls gestellt.
„Gott zum Danke“ – so berichtet das Schaffhauser Stifterbuch [im Kap. 9] – für seinen einzigen Sohn Burkhardt „gedachte er, […] ein Gotteshaus auf seinem Eigentum zu stiften und dennoch seinem Sohn so viel Ehre und Besitz zu hinterlassen, daß er wohl ein Herr in der Welt sein könne.“
Diese Aussage des Stifterbuchs formuliert zeitgemäß das religiöse Motiv, doch bleibt auch der Hinweis auf den weltlichen Nutzen nicht aus.

### Ausweitung und Sicherung des Machtbereichs
Als zentrale Absicht in den Folgejahren „muß aber die territoriale Konsolidierung des Herrschaftsbereiches gesehen werden. Graf Eberhard war begütert im Zürichgau, Aargau, Thurgau, Klettgau, Hegau, in der Bertholdsbaar, im Breisgau und im Neckargau dazu im Westen und Nordwesten im Elsaß, im Nahegau und im Linzgau, im Südosten in Rätien und in Chiavenna. Die Standortwahl des Stammsitzes – nicht im Schwerpunkt des Herrschaftsbereichs, sondern am östlichen Rand von dessen Kerngebiet liegend – ist erstaunlich und nur verständlich, wenn dahinter die strategische Absicht einer territorialen Erweiterung nördlich [und östlich] des Bodensees gesehen wird.“

„Hinter der markanten Schwerpunktverlagerung des Interessengebiets der Nellenburger sind wirtschaftliche, kulturelle und territoriale Absichten zu erkennen: die wirtschaftliche Absicht, den Handelsweg Neckar – Schaffhausen – Zürich zu kontrollieren, wird ersichtlich daraus, daß Graf Eberhard, nachdem er 1045 das Münzrecht von Schaffhausen erhalten hatte, 1059 auch das von Kirchheim im Neckargau erwarb. Damit waren gute Voraussetzungen zur Kontrolle des Handels auf der Nord-Süd-Achse gegeben.“

Licht auf dazu vorgenommene Maßnahmen fällt im Südschwarzwald durch die lokale Überlieferung zur Gründung – wahrscheinlich war es der Ausbau einer schon länger bestehenden Siedlung – mit dem heutigen Namen „Grafenhausen“.
> Siehe auch: Gründung von Grafenhausen

### Herrschaft Kirchheim
Zielort der Nellenburg’schen Handelsstraße war der Neckargau mit der Stadt Kirchheim, in der Eberhard 1059 wie in Schaffhausen das Münzrecht besaß.
Eberhard besaß dort von 1053 an die Verwaltung durch seine Vormundschaft noch unmündiger Grafensöhne. Nach dem Tod von «Graf Werner II. vom Neckargau» in der Schlacht bei Civitate (1053) übernahm Eberhard bis etwa 1072 auch die Verwaltung des Neckargaus.

## Zweite Romreise und Wallfahrt
Nach seiner zweiten Romreise, die er mit seinem Sohn Burchard III. unternommen hatte, begab Eberhard sich 1070 zusammen mit seiner Frau Ita auf eine Wallfahrt auf dem Jakobsweg in das spanische Santiago de Compostela.
,Hintergrund
Doch waren die Unternehmen kleinerer Adelshäuser nach Mitte des 11. Jahrhunderts zunehmend in den Machtkampf zwischen dem deutschen König und dann auch Kaiser Heinrich IV. (1056–1106) sowie dem Papsttum unter Papst Gregor VII. (1073–1085) geraten. Der Investiturstreit, der 1075 offen ausbrach, ging im Kern um das Recht der Einsetzung der der Äbte und Bischöfe.
In diesem mit militärischen Mitteln ausgetragenen Konflikt stand Eberhard, der ursprünglich Heinrich III., den Vater Heinrichs IV. unterstützt hatte, nun auf päpstlicher Seite. Dies führte dazu, „daß ihm die Güter im Elsaß und ein Lehen in Kreuznach vom König entzogen wurden. 1078 ging seiner Familie auch die Grafschaft im Zürichgau verloren. Das Stifterbuch berichtet, daß Graf Eberhard die letzten sechs Jahre seines Lebens im Kloster Allerheiligen verbrachte und dort im Alter von etwa 66 Jahren […] vermutlich 1078 starb und im Münster von Allerheiligen bestattet (wurde).“
Zur Übergabe der Grafschaft an den Sohn gibt es keinen Hinweis, die erste Erwähnung Burkhards als Graf in der Nachfolge Eberhards stammt aus einer Urkunde 1077 im Zusammenhang der Stiftung des Klosters Beuron.

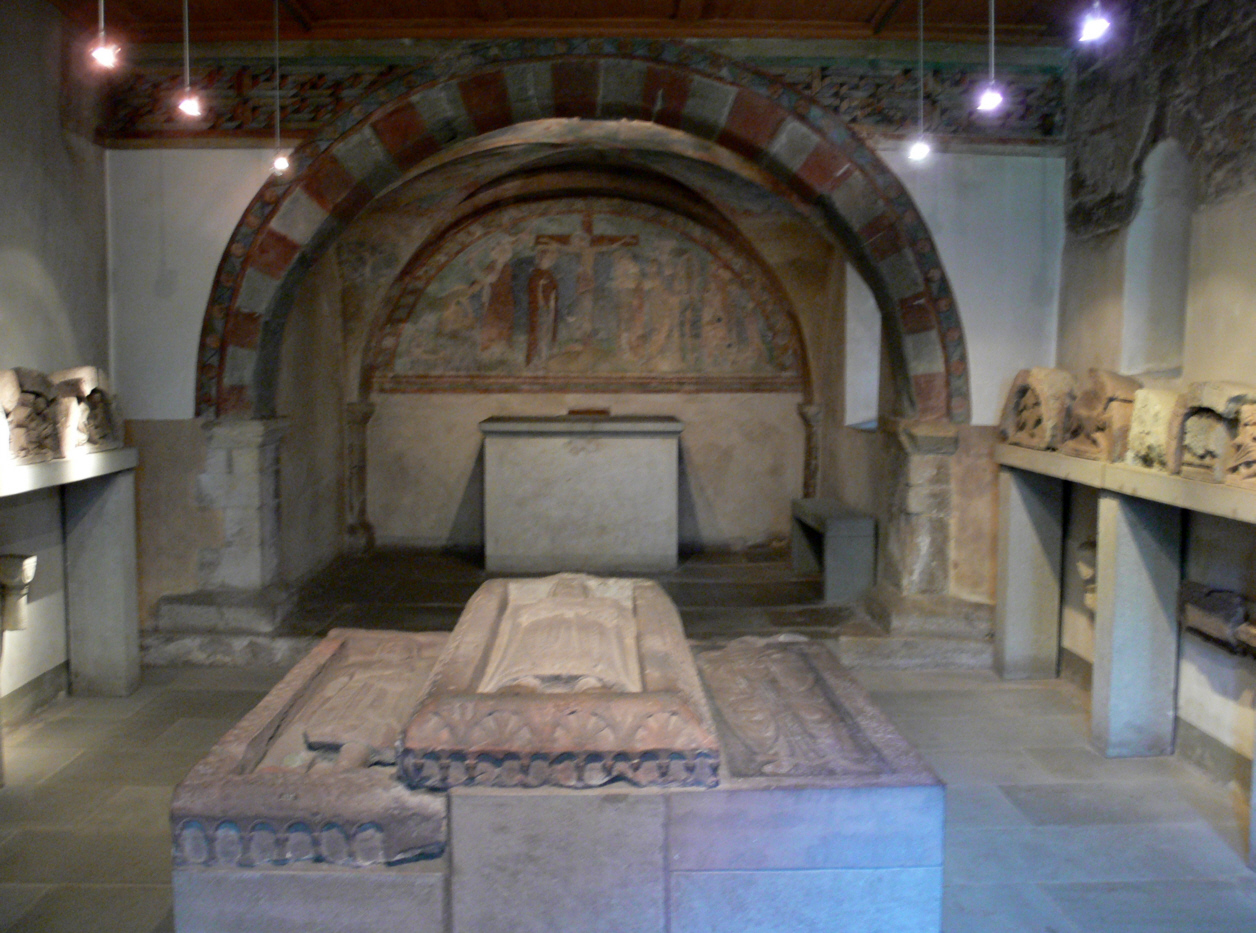
Die originalen Grabplatten von Eberhard, Ita und Burchard aus dem Münster Allerheiligen, heute in der Eberhardskapelle

### Klosterzeiten und Ableben des Paares
Nach der glücklichen Rückkehr des Paares von der Wallfahrt 1070 und dem Beginn seiner Zeit als Laienbruder um 1072 im Kloster lebte Ita im Fronhaus, nahe dem Kloster Allerheiligen. Nach dem Tode Eberhards trat sie in das von Abt Siegfried gestiftete Kloster St. Agnes in Schaffhausen über und lebte bis etwa 1105. Sie wurde ebenfalls im großen Stiftergrab des neuen Münsters bestattet.

## Auflösung des Besitzes der Familie
Nach dem Tod „des Nellenburgers“ konnte das ausgedehnte Besitztum der Familie vom Nachfolger nicht mehr vollständig zusammengehalten werden und fiel auch im Rahmen des Konfliktes um das Herzogtum in Schwaben an stärkere Adelsfamilien, so an die Zähringer unter Bertold II., mit dem Eberhard auch vielfach zusammengearbeitet hatte: Um 1100 fielen an Bertold „die von den Nellenburgern ererbten Positionen in Kirchheim unter Teck zusammen mit der Burg Teck.“ Weitere Angabe bei Zotz: „So nahm Bertold II. ca. 1102 kraft Erbrecht Güter des verstorbenen Grafen Burkhard von Nellenburg bei Kirchheim unter Teck und Nabern in Besitz.“ Zotz weiter: „Nachweislich um Mitte des 12. Jahrhunderts hatten die Zähringer die Burg Teck inne, unweit der Limburg auf einem Höhensporn des Albtraufs gelegen. Der Besitz stammte vermutlich aus dem erwähnten Erbe Burkhards von Nellenburg; dieser wird neuerdings als Erbauer der Burg angesehen.“

## Familie
Eberhard und Ita hatten zusammen sechs Söhne und zwei Töchter:
- Udo von Nellenburg, um 1030/35 geboren und 1066–1078 Erzbischof von Trier. „Er fiel im Heere Heinrichs IV. 1078 bei der Belagerung der Burg Tübingen.“
- Ekkehard II. von Nellenburg, „um 1035/40 geboren, 1071/72 zum Abt der Reichenau gewählt und vom Kaiser eingesetzt […] starb 1088.“
- Albrecht, dürfte „vor 1040 geboren worden sein und starb in jungen Jahren.“
- Burkhard von Nellenburg, 1050–1101, weltlicher Nachfolger Graf Eberhards, errichtete 1080 das Kloster St. Agnes in Schaffhausen.
- Eberhard VII. von Nellenburg, fiel im Sachsenkrieg 1075 Heinrichs IV in der Schlacht bei Homburg an der Unstrut.
- Heinrich, fiel wie sein Bruder, 1075 in der Schlacht bei Homburg an der Unstrut.
- Adelheid war vermählt mit Graf Arnold von Lauffen. Sie waren die Eltern des Bruno, Erzbischof von Trier, 1102–1124.
- Irmengard, Gattin Diethelms II. von Toggenburg. „Durch sie muß der Übergang von Nellenburger Gut bei Winterthur an die Grafen von Toggenburg erfolgt sein.“[17]